# سيمون دوناتو
سيمون دوناتو هو متحدث تحفيزي كندي، ولد في 10 يوليو 1976.